# Escudo de Villafufre
El escudo de Villafufre es uno de los símbolos del municipio español de Villafufre (Cantabria), junto a su bandera. Dicho escudo queda organizado de la manera siguiente: escudo cortado: 1º de verde, un monte de oro cargado de un lobo de sable; 2º de azul, un tintero de plata con pluma de oro. Se timbra con la corona real de España.
El escudo fue adoptado en sesión plenaria celebrada por el ayuntamiento el día 3 de febrero de 2016 siendo autorizado por el Consejo de Gobierno de Cantabria el día 7 de diciembre de 2017, previo informe favorable emitido por la Real Academia de la Historia con fecha 14 de noviembre de 2016.